# Adam Dolník
Adam Dolník (* 1978) je český bezpečnostní expert zabývající se terorismem a metodikou vyjednávání s únosci. Jeho služeb využívá i americký Federální úřad pro vyšetřování (FBI).
Je spoluautorem knihy Negotiating Hostage Crises with the New Terrorists, kde mimo jiné analyzuje útok v moskevském divadle Na Dubrovce nebo útok na školu v Beslanu. 
Dále spoluautorem knihy Svět elitního vyjednavače a profesorem na University of Wollongong v Austrálii.